# Rubcenkî, Volodarka
Rubcenkî (în ucraineană Рубченки) este localitatea de reședință a comunei Rubcenkî din raionul Volodarka, regiunea Kiev, Ucraina.

## Demografie
Componența lingvistică a localității Rubcenkî
     Ucraineană (96,97%)
     Rusă (1,84%)
     Alte limbi (0,52%)
Conform recensământului din 2001, majoritatea populației localității Rubcenkî era vorbitoare de ucraineană (96,97%), existând în minoritate și vorbitori de rusă (1,84%).